# Horacio Tomás Liendo
Horacio Tomás Liendo (Córdoba, 17 de diciembre de 1924-Buenos Aires, 24 de agosto de 2007) fue un militar argentino, ministro de Trabajo de la Nación (1976-1979), ministro del Interior de la Nación (1981) y presidente de facto interino por 21 días en noviembre-diciembre de 1981 durante la dictadura militar autodenominada Proceso de Reorganización Nacional.

## Biografía
Horacio Tomás Liendo ingresó al Colegio Militar de la Nación en agosto de 1943 a los 18 años de edad. Egresó en 1947 con el grado de subteniente.
Liendo ascendió a teniente en 1949 y más tarde a teniente primero. En 1954 obtuvo la promoción a capitán.
El capitán Liendo se alistó en la Escuela Superior de Guerra. Ascendió a mayor y luego realizó el curso de comando y estado mayor en los Estados Unidos de América.
En 1965 ascendió a teniente coronel y condujo el Batallón de Comunicaciones 141.
Siendo oficial superior revistó en el Comando del III Cuerpo de Ejército y en el Estado Mayor Conjunto de las Fuerzas Armadas.
Siendo coronel fue director de la Escuela de Comunicaciones en 1970.
En 1975 ascendió a general de brigada al tiempo que asumía como comandante de la VI Brigada de Infantería de Montaña.

### Proceso de Reorganización Nacional
Tras el golpe de Estado en Argentina de 1976, el presidente nuevo Jorge Rafael Videla designó a Liendo ministro de Trabajo.
En el año 1979 Liendo se vio desplazado del cargo ministerial. Recibió el grado de general de división. El 2 de enero de 1980 asumió como jefe del Estado Mayor Conjunto de las Fuerzas Armadas.
El 29 de marzo de 1981 Roberto Eduardo Viola asumió la Presidencia de la Nación. Viola designó a Liendo ministro del Interior.
Liendo fue uno de los militares que fomentó la constitución de la Multipartidaria, para realizar elecciones generales a fin de restablecer el gobierno constitucional.
El 21 de noviembre de 1981 el presidente Viola delegó el mando a Liendo.
El 11 de diciembre la Junta Militar relevó del mando a Roberto Viola. Ese mismo día el secretario general de la Junta anunció que el día 22 Leopoldo Fortunato Galtieri asumiría. Liendo rechazó ser presidente interino y renunció como ministro del Interior. En el período del 11 al 22 de diciembre el vicealmirante Carlos Alberto Lacoste encabezó el interinato.
Liendo murió el 24 de agosto de 2007 en Buenos Aires, a los 82 años de edad. Se inhumaron sus restos el día 25 en el cementerio parque Jardín de Paz.